# Камчатський оборонний район
Камчатський оборонний район — оборонний район Червоної армії на Камчатському півострові на Далекому Сході, що існувала за років Другої світової війни.

## Історія
14 червня 1936 року вийшов наказ командувача Тихоокеанським флотом про формування Камчатського укріпленого району (КУР). Почалося будівництво берегових батарей на Камчатці. 28 червня 1936 року на Камчатку до складу КУР з Уральського округу прибули окрема телеграфно-будівельна та саперна роти. 1938 році на фондах 2-ї Червонопрапорної армії сформована 101-ша Камчатська гірськострілецька дивізія Далекосхідного фронту. 15 серпня 1938 року на посилення Камчатського укріпленого району прибули підводні човни Л-9 і Л-10 6-ї морської бригади. У листопаді 1939 року у штаті Камчатського укріпленого району сформована мінна партія, 41-й окремий дивізіон підводних човнів у складі управління, підводних човнів Л-7, Л-8, Л-9 і плавбази «Саратов».
Після початку воєнних дій на Тихому океані Камчатський укріплений район переформований на Камчатський оборонний район. З 15 січня 1945 року 101-ша Камчатська стрілецька дивізія вийшла зі складу Північної групи військ Далекосхідного фронту та увійшла в підпорядкування Камчатського оборонного району (КОР) ДВФ.